# Émilie Delaunay
Pour les articles homonymes, voir Delaunay.
Ne doit pas être confondu avec l'actrice pornographique Émilie Delaunay, connue sous le nom de Liza Del Sierra.
Émilie Delaunay, née le 4 mai 1983 à Suresnes, est une actrice française.
Elle a été formée au théâtre Le Magasin par Marc Adjadj. Elle a joué au Théâtre national de la Colline avec Michel Aumont, Catherine Hiegel, Roger Miremont, Isabelle Carré, Marc Citti dans Alorc de Serge Kribus, mis en scène par Jorge Lavelli.

## Théâtre

### Comédienne
- 2011 : Qu'ils crèvent les comiques. Conception et mise en scène : Marc Adjadj. Théâtre Le Magasin. Compagnie Vagabond
- 2010 : Pouffer aux Éclats. Conception et mise en scène : Marc Adjadj. Théâtre Le Magasin. Compagnie Vagabond
- 2009 : Anjo Negro de Nélson Rodríguez. Mise en scène : Marc-Albert Adjadj. Théâtre Aimé Césaire (Martinique). Compagnie Vagabond
- 2009 : Une Lune entre deux Maisons de Suzanne Lebeau. Mise en scène : Pascale Niddam. Théâtre Le Magasin. Compagnie Vagabond
- 2009 : Pathelin, adaptation de la farce de Maître Pathelin. Mise en scène : Mathieu Ronceray. Théâtre Le Magasin. Compagnie Vagabond
- 2006 : La Tempête de William Shakespeare. Rôle : Ariel
- 2005 : Projection privée de Rémi De Vos. Mise en scène : Ryuta - Théâtre Michel Galabru. Compagnie Bataillon Théâtre
- 2004 : L'Air du Large de René de Obaldia. Mise en scène : Guillaume Armide. Alambic Studio Théâtre. Compagnie Bataillon Théâtre
- 2004 : Paroles de Femme de Dario Fo.
- 2003 : Récits de Femmes et autres Histoires de Dario Fo et Franca Rame. Mise en scène : Serge Barbagallo
- 2003 : Quand je serai grand, je serai Titeuf adaptation de la BD de Zep. Mise en scène : Marc Adjadj. Théâtre du Jardin d'Acclimatation. Rôle : Titeuf
- 2002 : A grille ouverte et Tronche d'Autiste de Romain Frigoulet. Mise en scène : Laurence Causse. Tournée Paris, province, Réunion
- 2002 : Les Burgraves de Victor Hugo. Mise en scène: Nadia Vadori et Yves Pignot
- 1999 : Les Quatre Filles du docteur March de Louisa May Alcott. Mise en scène : Nicolas Arnstam. Théâtre André Malraux (Rueil-Malmaison)
- 1996 : Arloc de Serge Kribus. Mise en scène : Jorje Lavelli. Théâtre national de la Colline avec Michel Aumont, Catherine Hiegel, Roger Miremont, Isabelle Carré, Marc Citti

### Mise en scène
- 2010 : Méchant ! d'Anne Sylvestre. Compagnie Vagabond
- 2008 : Joseph Bialot : 193 143 à Birkenau, B 9718 à Auschwitz. Adaptation du roman C'est en hiver que les jours rallongent
- 2007 : Comment devenir Maître du Monde. Adaptation du roman de Dan Gutman. Compagnie Vagabond

## Filmographie
Sauf indication contraire, les informations mentionnées dans cette section peuvent être confirmées par les bases de données cinématographiques IMDb et Allociné,  présentes dans la section « Liens externes ».

### Cinéma

#### Longs métrages
- 1997 : Lucie Aubrac
- 1997 : Capitaine au long cours
- 1998 : Il n'y a pas d'amour sans histoires

#### Courts-métrages
- Lucie de Valérie Vernhes-Cottet
- Épisode V de Marc Adjadj
- Chamallo de Catherine Hoffman
- En-vie de Marie Paule

### Télévision
- P. J., épisode Chiens méchants de Gérard Vergez
- Il n'y a pas d'amour sans histoires de Jérôme Foulon
- La Laïque de Maurice Failevic
- Le Dernier Été de Claude Goretta
- Julie Lescaut, épisode Cellules mortelles de Charlotte Brandstorm
- La Gazelle de Detlef Ronfeld
- L'Empire du Taureau de Maurice Frydland
- Le Refuge d'Arnold Schwarstein
- Une famille formidable, épisode De pères en fils de Joël Santoni

### Publicités
Elle est connue pour avoir été la petite fille de la publicité pour l'eau minérale Quézac en 1995. Adulte, elle reprend ce rôle dans les publicités de la marque à compter du 11 mars 2017.
- 1995 : La Légende de Quézac de Ridley Scott[2]
- 2017 : Quézac, l'histoire continue d'Emmanuel Grancher